# Rosario Flores

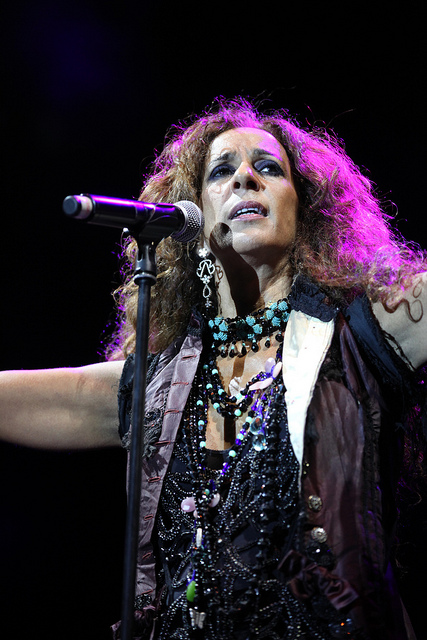
Rosario Flores

Rosario Flores (* 4. November 1963 in Madrid), auch nur Rosario, ist eine spanische Schauspielerin und Sängerin.

## Leben und Werk
Sie entstammt einer Familie spanischer Gitanos und ist die Tochter von Antonio González Batista („El Pescaílla“) und Lola Flores. Ihre Schwester Lolita Flores ist ebenfalls Schauspielerin. Ihr Bruder war Antonio Flores. Rosario Flores hat eine Tochter mit Carlos Orellana. Ihr zweitgeborener Sohn wurde am 21. Januar 2006 geboren. Pedro Lazaga, den Vater ihres zweiten Sohnes, lernte sie 2002 bei den Dreharbeiten von Pedro Almodóvars Film Hable con ella kennen.
Unter dem Namen Rosario veröffentlichte sie seit 1984 mehrere Alben als Sängerin. Ihr Album Contigo me voy (2006) stieg in der Veröffentlichungswoche als Nummer 3 in die spanischen CD-Charts ein. Ihr Album Parte de mi (2008) wurde mit dem Premio Ondas als bestes Pop-Album des Jahres ausgezeichnet.

## Auszeichnungen
- 1991: Nominierung für einen Goya in der Kategorie Beste Nebendarstellerin für Contra el viento (Blutwind) (1990)
- 2008: Premio Ondas als bestes Pop-Album des Jahres für Parte de mi (2008)

## Diskografie

### Alben
| Jahr | Titel                                     | Höchstplatzierung, Gesamtwochen, AuszeichnungChartsChartplatzierungen (Jahr, Titel, Platzierungen, Wochen, Auszeichnungen, Anmerkungen) | Anmerkungen                                                       |
| Jahr | Titel                                     | ES | Anmerkungen                                                       |
| ---- | ----------------------------------------- | --- | ----------------------------------------------------------------- |
| 1984 | Vuele la noche                            | — |                                                                   |
| 1992 | De Ley                                    | ES— ×3DreifachplatinES |                                                                   |
| 1994 | Siento                                    | ES— ×2DoppelplatinES |                                                                   |
| 1997 | Mucho por vivir                           | ES— ×3DreifachplatinES |                                                                   |
| 1998 | Jugar a la locura                         | ES— GoldES |                                                                   |
| 2001 | Muchas flores                             | ES— ×2DoppelplatinES |                                                                   |
| 2003 | De mil colores                            | — |                                                                   |
| 2006 | Contigo me voy                            | ES3 Gold · (24 Wo.)ES |                                                                   |
| 2008 | Parte de mí                               | ES2 ×2Doppelplatin · (71 Wo.)ES |                                                                   |
| 2009 | Grandes éxitos en directo                 | ES45 (10 Wo.)ES | Doppel-Livealbum, Aufnahme: Zaragoza Oktober 2008                 |
| 2009 | Mientras me quede corazón: Grandes éxitos | ES39 (5 Wo.)ES | Doppel-Album mit DVD                                              |
| 2009 | Cuéntame                                  | ES9 (22 Wo.)ES | Soundtrack zur 11. Staffel der gleichnamigen Fernsehserie der TVE |
| 2011 | Raskatriski                               | ES4 (28 Wo.)ES |                                                                   |
| 2012 | Las voces de Rosario                      | ES31 (11 Wo.)ES |                                                                   |
| 2013 | Rosario                                   | ES17 (28 Wo.)ES |                                                                   |
| 2014 | Lo mejor de …                             | ES61 (5 Wo.)ES |                                                                   |
| 2016 | Gloria a ti                               | ES6 (43 Wo.)ES |                                                                   |
| 2017 | Noche de gloria en el Teatro Real         | ES20 (12 Wo.)ES |                                                                   |
| 2021 | Te lo digo todo y no te digo ná           | ES12 (5 Wo.)ES |                                                                   |

grau schraffiert: keine Chartdaten aus diesem Jahr verfügbar

### Singles
| Jahr | Titel Album                              | Höchstplatzierung, Gesamtwochen, AuszeichnungChartsChartplatzierungen (Jahr, Titel, Album, Platzierungen, Wochen, Auszeichnungen, Anmerkungen) | Anmerkungen  |
| Jahr | Titel Album                              | ES | Anmerkungen  |
| ---- | ---------------------------------------- | --- | ------------ |
| 1999 | Jugar a la locura                        | ES20 (1 Wo.)ES |              |
| 2001 | Como quieres que te quiera Muchas flores | ES3 (6 Wo.)ES |              |
| 2008 | No dudaría Parte de mí                   | ES16 Platin · (15 Wo.)ES |              |
| 2011 | Mi son Raskatriski                       | ES29 (2 Wo.)ES | mit Raúl Paz |
| 2013 | Yo me niego Rosario                      | ES8 (12 Wo.)ES |              |
| 2014 | Tu boca Lo mejor de...                   | ES48 (1 Wo.)ES |              |

## Filmografie
- Blutwind (Contra el viento) (1990)
- Sprich mit ihr (Hable con ella) (2002)